# Mesorhynchus terminostylus
Mesorhynchus terminostylus är en plattmaskart som beskrevs av Tor Karling 1956. Mesorhynchus terminostylus ingår i släktet Mesorhynchus, och familjen Polycystididae. Arten är reproducerande i Sverige.